# Kerkstoel

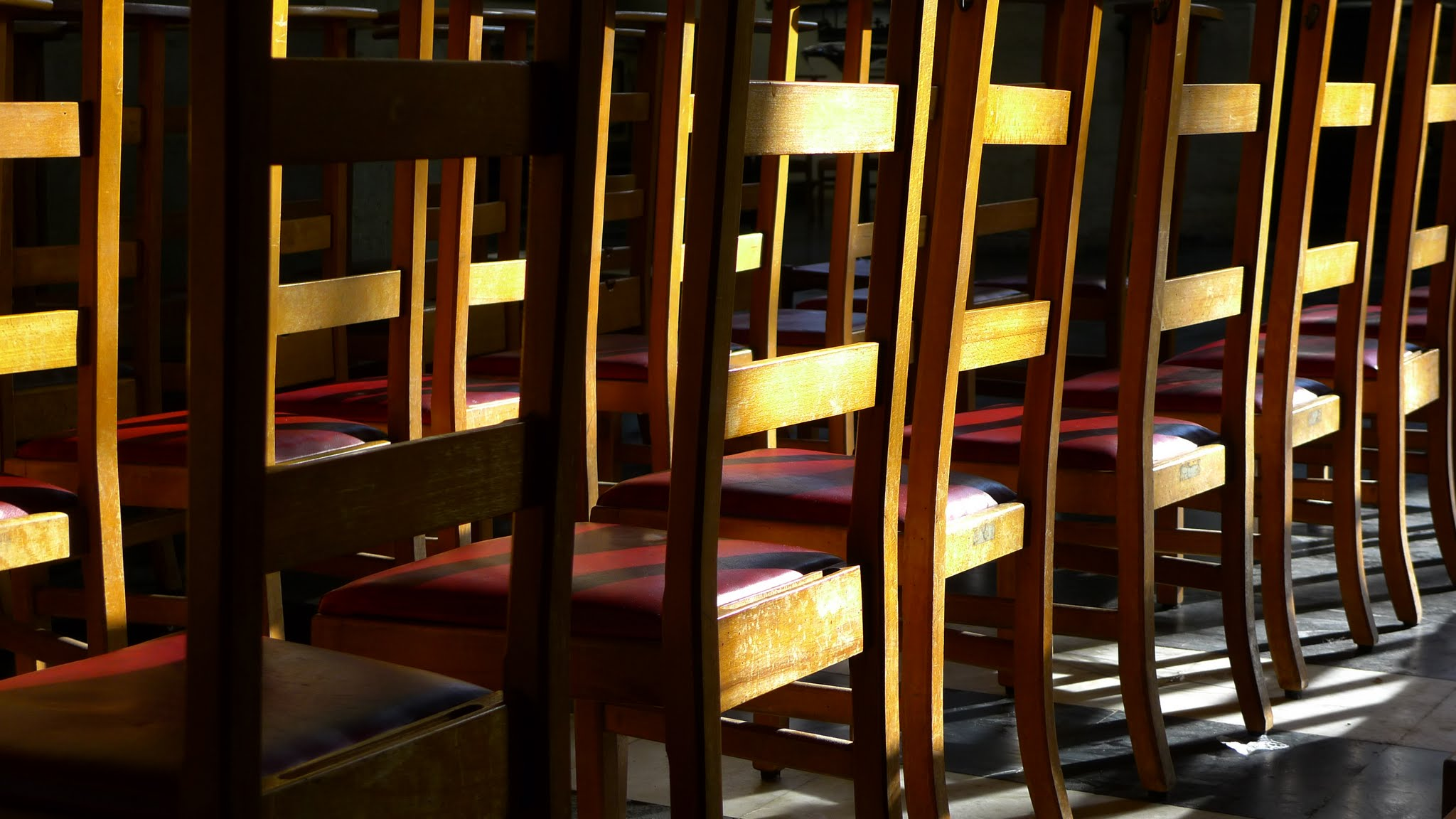
Kerkstoelen in België

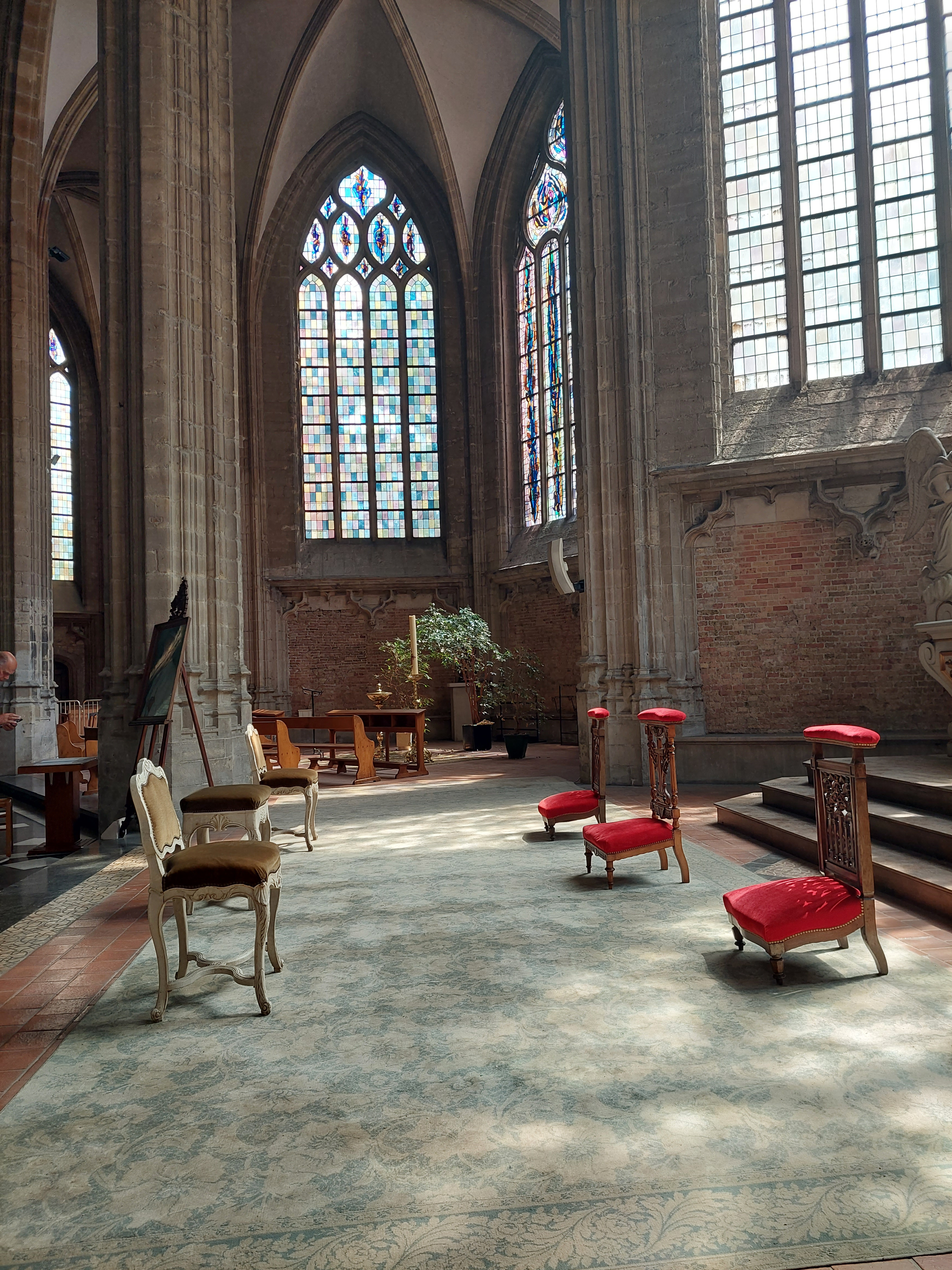
Zitstoelen en bidstoelen in de Sint-Elooiskerk te Duinkerke

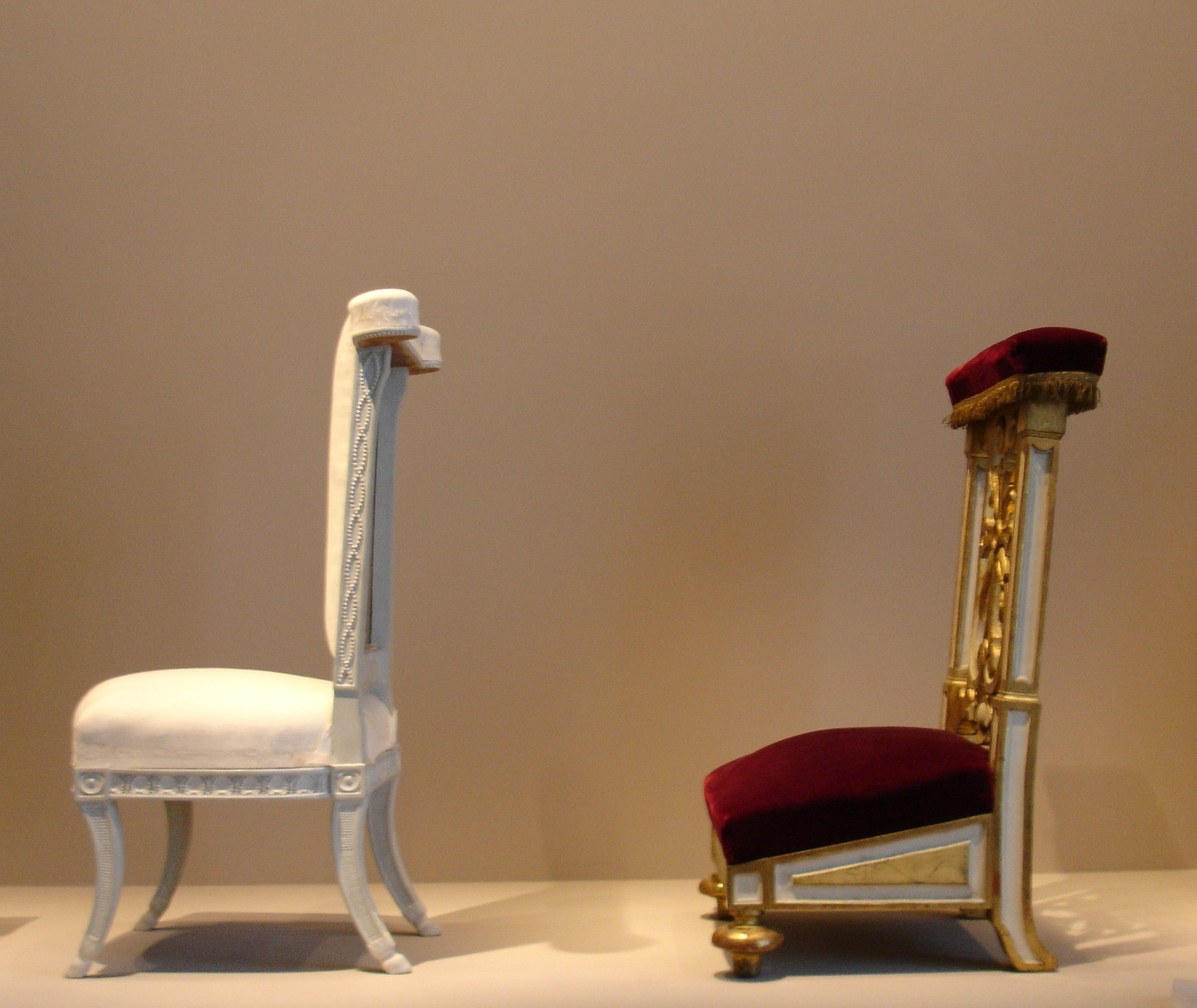
Franse kerkstoelen (Parijs, 19de eeuw)

Een kerkstoel of bidstoel is een speciaal gemaakte stoel waarop gelovigen tijdens de Heilige Mis kunnen knielen.  Deze stoelen zijn dan ook aan een zijde lager. De gelovigen knielen voornamelijk tijdens het Lof, een Aanbidding en de Consecratie.
Het was lang gewoonte dat iedere parochiaan zijn vaste plaats had in de kerk en daar een eigen stoel had. Rijkere mensen hadden vaak stoelen versierd met fluweel of bladgoud. Meestal had een gelovige zelfs twee stoelen; een om te zitten en de andere, voor zich, om te knielen. Later kwamen er knielstoelen met een knieltrede en een uitklapbaar zitgedeelte. Als deze stoelen achter elkaar gezet worden, kan men zitten op de achterste stoel en knielen op de voorste stoel. Dit gebeurt vooral in Nederland waar men knielstoelen nog vindt bij zijaltaren of kapellen. In de kerk zelf zijn de meeste vervangen door knielbanken.
In België en Noord-Frankrijk heeft men soms nog steeds knielstoelen. Men gebruikt een zitstoel die gedraaid kan worden om te knielen, men vindt er zelden knielbanken. Na het Tweede Vaticaans Concilie (1962-1965) vervingen veel priesters en kerkfabrieken de knielstoelen door zitstoelen. Daardoor is de eeuwenoude knieltraditie in België bijna verdwenen. Bij sommige christelijke stromingen, zoals de stevenisten, is knielen tijdens de mis nog vanzelfsprekend.